# デザートスプーン

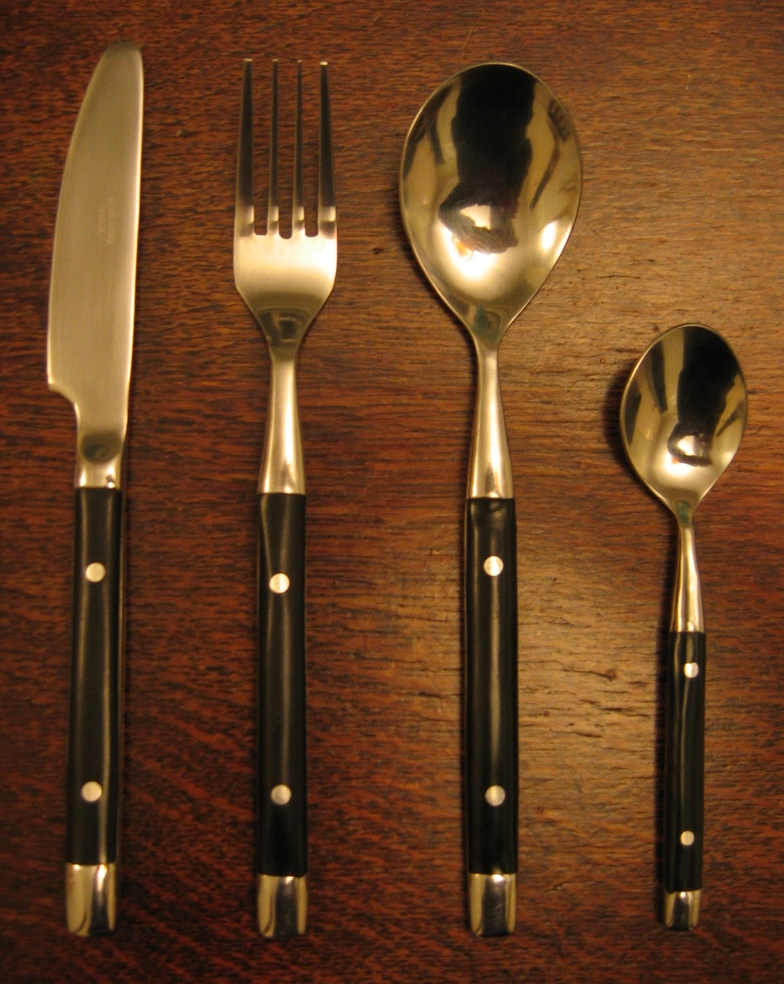
左からナイフ、フォーク、デザートスプーン、ティースプーン

デザートスプーン (Dessert spoon) は、デザートを食べる目的に特化してデザインされたスプーンである。スープやシリアルを食べるのに用いられることもある。大きさはスープスプーンと似ているが、形は円よりも楕円に近い。通常、ティースプーンの約2倍の容積を持つ。英語ではdstspn.と略す。
デザートスプーンの利用頻度は、地域によって大きく違っている。ある地域では非常に一般的に使われているが、別の地域ではほとんど用いず、デザートはフォークとティースプーンで食べるところもある。
伝統的なテーブルセッティングでは、デザートスプーンは他のカトラリーと離して皿の上の方に置かれるか、デザートと一緒に運ばれてくる。
容積の単位として、デザートスプーン1杯は、デザートスプーンの縁と同じ高さまで流体を入れた量を表し、2.5ドラムに相当する。これは、メートル法では10mlに当たる。